# Grad Reštanj
Grad Reštanj (nemško Reichstein) je nekoč stal v vasi Reštanj v Mestni občini Krško.

## Zgodovina
Leta 1206 se omenja vitez Albert de Reichenstein. Prva neposredna pisna omemba gradu sega v leto 1304. Na začetku 15. stoletja je rodbina Reštanjskih vitezov izumrla. Leta 1479 je grad zavzel ogrski kralj Matija Korvin. Po ustnem izročilu naj bi na grad streljali z dolgimi verigami, katere so razruvale zidovje in so po njih osvajalci preplezali v grad. Leta 1573 so grad razvalili kmečki uporniki in pobili vse razen ene grajske hčere, ki je storila samomor s tem, da je skočila v vodnjak. Njene druge sestre k sreči takrat ni bilo na gradu in je šla po incidentu živet v Studeniški samostan. Od tedaj naprej grad ni bil več obnavljan. Leta 1629 je stalo samo še nekaj zidovja, kmetje so kamenje porabljali za gradno svojih domov.

## Galerija
- Zaselek Reštanja z grajskim gričem na desni in zapuščeno kmetijo tik pod vrhom
- Ruševine leta 2025